# Pureosseugi
Le pureosseugi (풀어쓰기 en coréen) est un style d’écriture du hangeul, dans lequel les jamos sont agencés linéairement, utilisé brièvement et proposé comme alternative au hangeul traditionnel où les jamos sont agencés en syllabes. Le style est créé en 1908 par le linguiste Ju Si-gyeong qui l’utilise en 1914, dans le livre 말의 소리 (Les sons de la langue), et est utilisé avec quelques modifications en 1914 dans le bulletin Jeonggyo-bo de l’église orthodoxe pour Coréens réfugiés à Chita en Sibérie. En 1920, Kim Du-bong propose lui aussi une écriture linéaire pour le hangeul.

## Sources
- (ko) « 폰트로 짓는 타이포 세상, 폰트클럽 », sur fontclub.co.kr,‎ 8 septembre 2010
- (it) Valerio Anselmo, « Ju Si-gyeong, linguista moderno », sur Corea.it (consulté le 8 février 2014)
- Aaron Bell, «Pureosseugi: Script Reform for a New Age», TypeCon2013 (programme), 21 aout au 25 aout 2013, Portland.
- (ko) Bonyoong, Koo (thèse de doctorat en Communication graphique, Université Dankook), 본문용 한글서체의 구조와 인지요인 상관성 연구 (Associations between The Structures of Hangeul Fonts for Text and The Factors of Recognition ),‎ 2010 (lire en ligne)
- (en) Jeongsu, Kim (trad. Ross King), The history and future of Hangeul: Korea’s indigenous script, Folkestone, Angleterre, Global Oriental, 2005 (ISBN 9781901903843)